# Andrea Bernasconi
Andrea Bernasconi (* 1706 in Marseille; † 24. Januar 1784 in München) war ein italienischer Komponist.

## Leben
Bernasconis Vater war ein französischer Offizier italienischer Abstammung, der sich als Kaufmann in Parma niederließ. Über die künstlerische Ausbildung von Andrea Bernasconi ist wenig bekannt. Von 1744 (16. Mai) bis 1753 (21. September) war er als maestro di coro am Ospedale della Pietà in Venedig tätig. 1747 heiratete er Maria Josepha Wagele (1722–1762), die Witwe eines herzoglich württembergischen Kammerdieners. 1753 kam er nach München und wurde Vize-Kapellmeister des Kurfürsten Maximilian III. Er war Musiklehrer des Kurfürsten und später auch von dessen Schwestern. Wilhelmine von Bayreuth beauftragte ihn, die Festoper L’Huomo zum Besuch ihres Bruders Friedrichs des Großen im Juni 1754 in Bayreuth zu komponieren. Im September 1755 übernahm Bernasconi die Kapellmeisterstelle von Giovanni Porta, nachdem er zuvor zum kurfürstlichen Rat ernannt worden war. Ab 1772 war Bernasconi nur mehr für die Kirchenmusik bei Hofe zuständig. Nach seinem Tod im Jahr 1784 übernahmen Franz Paul Grua und Georg Joseph Vogler gleichberechtigt den Posten.
Andrea Bernasconi gilt insgesamt als ein konservativer Vertreter der sogenannten neapolitanischen Schule, beachtenswert bleiben die Ausarbeitungen der Orchesterbegleitungen.
Sein umfangreiches Schaffen an sakraler Vokalmusik wurde 1944 beim Brand der Allerheiligen-Hofkirche vernichtet. Darunter befanden sich 34 Messen, 6 Credos, 2 Requiem, 17 Litaneien, 35 Vesperpsalmen, 3 Te Deum, 6 Stabat mater und zahlreiche weitere Werke für den kirchlichen Gebrauch.
Bernasconis Stieftochter Antonia Bernasconi (geb. Wagele 1741–1803) war eine bekannte Buffosängerin, der Durchbruch gelang ihr 1767 bei der Uraufführung von Christoph Willibald Glucks Oper Alceste in Wien.

## Opern
- Flavio Anicio Olibrio (opera seria, Libretto von Apostolo Zeno und Pietro Pariati, 1737, Wien)
- Alessandro Severo (opera seria, Libretto von Apostolo Zeno, 1738, Venedig)
- Temistocle (opera seria, Libretto von Pietro Metastasio, 1740, Padova)
- Demofoonte (opera seria, Libretto von Pietro Metastasio, 1741, Rom)
- Didone abbandonata (opera seria, Libretto von Pietro Metastasio, 1741, Venedig)
- Endimione (serenata, Libretto von Pietro Metastasio, 1742, Venedig)
- Il Bajazet (opera seria, Libretto von Agostino Piovene, 1742, Venedig)
- La ninfa Apollo (scherzo comico pastorale, Libretto von Francesco De Lemene, 1743, Venedig)
- Germanico (opera seria, Libretto von Niccolò Coluzzi, 1744, Turin)
- Antigono (opera seria, Libretto von Pietro Metastasio, 1745, Venedig)
- Artaserse (opera seria, Libretto von Pietro Metastasio, 1746, Wien)
- Ezio (opera seria, Libretto von Pietro Metastasio, 1749, Wien)
- L’Huomo (festa teatrale, französischer Text von Wilhelmine von Bayreuth, 1754, Bayreuth)
- Adriano in Siria (opera seria, Libretto von Pietro Metastasio, 1755, München)
- Il trionfo della costanza (festa teatrale, Libretto von Paolo Honory nach Il sogno di Scipione von Pietro Metastasio, 1755, Nymphenburg)
- Agelmondo (dramma per musica, 1760, München)
- L’olimpiade (opera seria, Libretto von Pietro Metastasio, 1764, München)
- Semiramide (opera seria, Libretto von Pietro Metastasio, 1765, München)
- La clemenza di Tito (opera seria, Libretto von Pietro Metastasio, 1768, München)
- Demetrio (opera seria, Libretto von Pietro Metastasio, 1772, München)

## Oratorien
- La Betulia liberata (azione sacra, Libretto von Pietro Metastasio, 1738, Wien)
- Davidis lapsus et poenitentia (drama sacrum, 1744, Venedig)
- Adonia (drama sacrum, 1746, Venedig)
- Pastorum dialogium in Domine nativitate (1746, Venedig)
- Jonathas (drama sacrum, 1747, Venedig)
- Carmina canendo in virginibus Orphanodochii S.Mariae Pietate (1752, Venedig)

## Instrumentalmusik
- 22 Sinfonien (3 sind nicht sicher zuweisbar)
- 1 Flötenkonzert
- 1 Triosonate